# Toporec
Toporec é um município da Eslováquia, situado no distrito de Kežmarok, na região de Prešov. Tem 28,12 km² de área e sua população em 2018 foi estimada em 1.987 habitantes.

## Demografia
| Ano:        | 1994 | 2004    | 2014    | 2024   |
| ----------- | ---- | ------- | ------- | ------ |
| Broj ljudi: | 1521 | 1695    | 1898    | 2055   |
| Razlika:    |      | +11,43% | +11,97% | +8,27% |

| Ano:               | 2023 | 2024   |
| ------------------ | ---- | ------ |
| Número de pessoas: | 2039 | 2055   |
| Diferença:         |      | +0,78% |